# Habichtswälder Senke
Die Habichtswälder Senke (Naturraum 342.1) ist die zentrale, von Süden nach Norden verlaufende Talsenke des Habichtswaldes (Haupteinheit 342) am Oberlauf der Warme im Landkreis Kassel, Nordhessen. Sie teilt sich auf in die 11 km² große Breitenbacher Mulde (342.10) nahe den Quellgebieten von Warme und Ems im Süden und den von dort aus mit der Warme nach Norden verlaufenden, knapp 30 km² großen Zierenberger Grund (342.11). Beide sind beide praktisch unbewaldet.

## Lage und Grenzen

### Breitenbacher Mulde
Die 11 km² große Breitenbacher Mulde umgibt den namensgebenden Ort Breitenbach und, westlich davon, Martinhagen – beides Ortsteile der Gemeinde Schauenburg. Im Norden wird sie von der Wasserscheide zwischen Eder und Diemel passiert; so fließt nördlich dieser Wasserscheide die Warme der Diemel im Norden zu, während die inmitten der Mulde entspringende Ems den Naturraum in südwestliche Richtungen zur Eder hin verlässt.
Die Talsohle liegt fast überall oberhalb von 350 m ü. NN; auch auf der Wasserscheide werden die 400 m nur knapp überstiegen, während die westlich angrenzenden Hinterhabichtswälder Kuppen in unmittelbarer nordwestlicher Nachbarschaft, am Wattenberg, 516,2 m und die südöstlich angrenzenden Langenberge nah der Mulde, am Saukopf, 511,4 m erreichen.
Unmittelbar östlich schließt sich in Form der Hoofer Pforte eine weitere Talsenke an, nach Norden folgt jenseits der Bundesautobahn 44 der ebenfalls zur Habichtswälder Senke gezählte Zierenberger Grund. Im Nordosten wird die Breitenbacher Mulde durch die Nahtstelle beider Senken, insbesondere aber durch einen zur Pforte gerechneten Bergsporn, der sich vom Schauenburger Burgberg (499,9 m) zum Lindenberg (485,9 m) zieht, vom Hohen Habichtswald (bis 614,8 m) getrennt.

### Zierenberger Grund
Der der Warme in Richtung Norden folgende, etwa 9 km lange und gut 3 km breite Zierenberger Grund begleitet nördlich der A 44 den Flusslauf von einer Höhe von etwa 350 m südlich Ehlens (Gemeinde Habichtswald) bis auf etwa 230 m nördlich der namensgebenden Kernstadt von Zierenberg. Den sich westlich anschließenden, am Großen Bärenberg 600,7 m hohen Hinterhabichtswälder Kuppen stehen auf der Ostseite der Naturraum Dörnberg und Schreckenberge mit dem Hohen Dörnberg (578,7 m) bzw., weiter südlich, der Hohe Habichtswald mit dem Hohen Gras (614,8 m) gegenüber.
Während sich nach Norden hin das Warmetal in den Malsburger Wald hinein verengt, schließt sich nach Süden in Form der Breitenbacher Mulde ein weiterer Teil der Habichtswälder Senke an.